# Секвойя (штат)

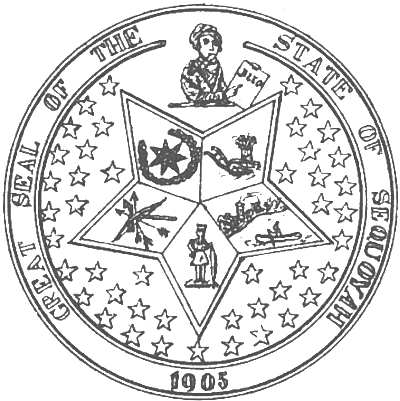
Печать штата Секвойя

Секвойя (англ. Sequoyah) — название американского штата, который предлагалось создать в восточной части современной Оклахомы.

## История

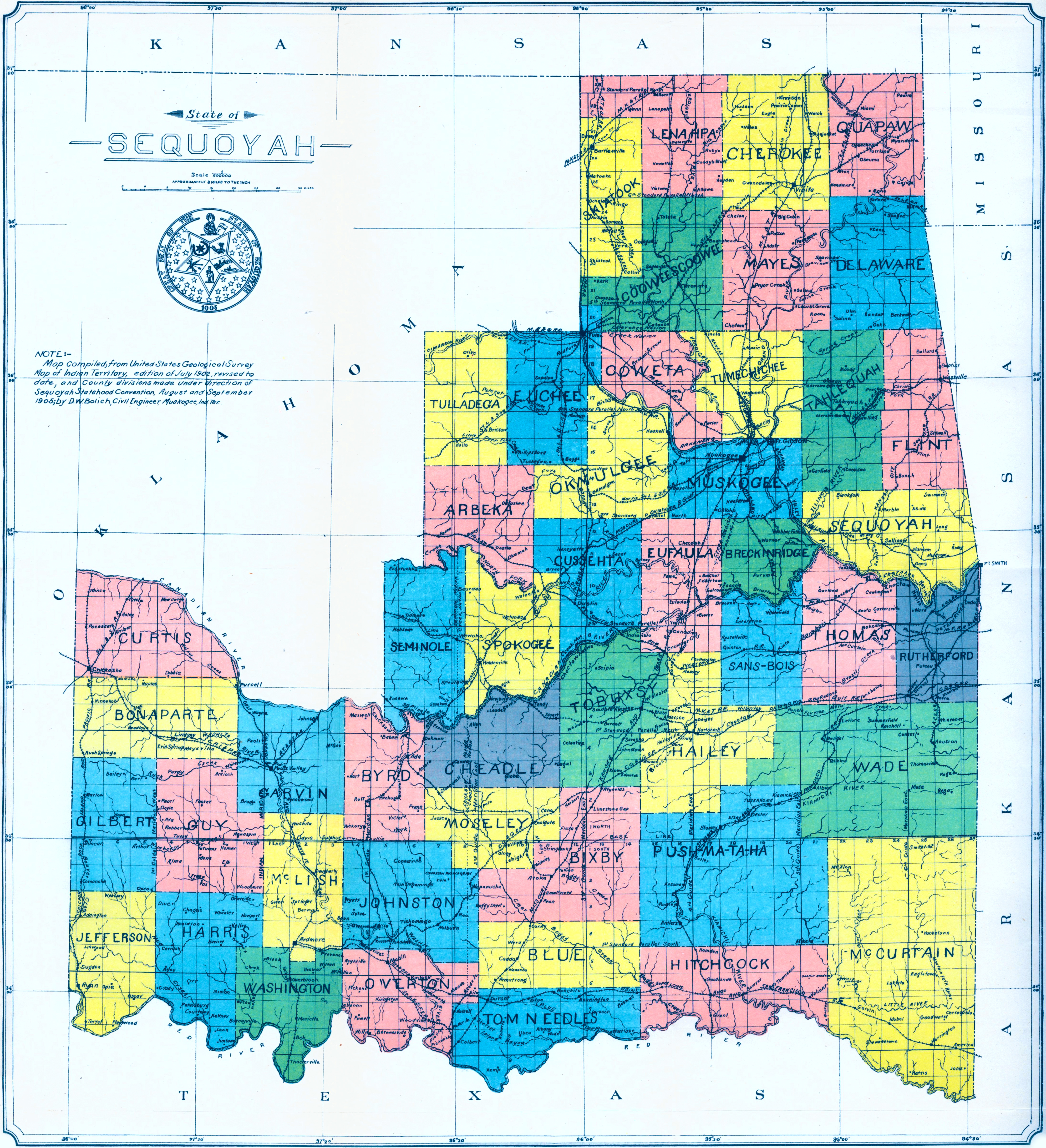
Карта предполагаемого штата

С 1890 года территория современного штата Оклахома делилась на территорию Оклахома (на западе) и Индейскую территорию (на востоке), которая была уже меньшего размера, чем до Гражданской войны; из около 400 тысяч населения Индейской территории 13,4 % представляли коренные американские народы. В 1902 году состоялась конвенция представителей пяти цивилизованных племён в Эуфоле, после которой началось движение за создание самостоятельного штата на месте Индейской территории. Штат предполагалось назвать в честь Секвойи, вождя племени чероки и изобретателя азбуки чероки.
21 августа 1905 года в Маскоги состоялась конституционная конвенция. Плезант Портер, вождь народа криков, был избран председателем конвенции, представители каждого из пяти цивилизованных племён стали вице-председателями. На конвенции была выработана конституция штата, утверждённая на референдуме 7 ноября 1905 года; составлен план организации государственного устройства; произведено деление будущего штата на округа; выбраны делегаты для направления петиции в Конгресс.
Делегация получила холодный приём в Вашингтоне. Под влиянием политиков (особенно республиканцев) из восточных штатов, боявшихся изменения баланса сил на политической арене в случае образования сразу двух новых штатов на западе, президент Теодор Рузвельт постановил, что Индейская территория и территория Оклахома будут приняты в Союз только как единая сущность. В результате в 1907 году был образован штат Оклахома, в который вошли обе территории. Опыт конституционной конвенции в Маскоги был использован во время подготовки конституции Оклахомы.